# Komerční médium

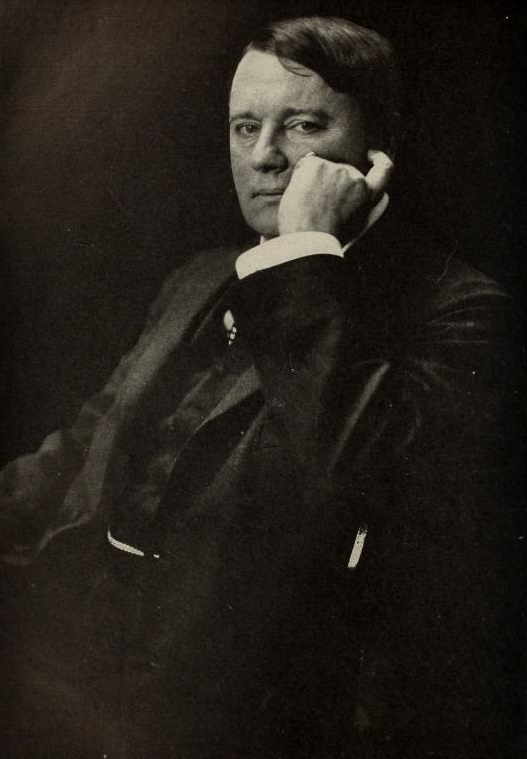
Alfred Harmsworth, lord Northcliffe

Komerční médium je soukromé médium orientované na zisk, jeho fungování je financováno zejména z příjmů z reklamy a vlastní hospodářské činnosti. Mediální obsah je produktem určeným ke spotřebě, ať už se jedná o naplnění potřeby po informacích či zábavě. Komerční médium prodává jednak svůj obsah, jednak služby, např. tiskovou plochu či vysílací čas inzerentům. Inzerenti tedy nakupují potencionální pozornost publika, které reklamní sdělení dostane. Inzerenty zajímá kupní síla publika - buď jeho velikost, tedy masové publikum, nebo jeho majetnost, tedy s menším nákladem si médium může účtovat vyšší ceny za reklamu. Orientace na zisk se může projevit také na charakteru výstupních produktů. Velká závislost komerčních médií na reklamě, a tedy na pozornosti publika je těžce předvídatelná a staví tato média do nejisté pozice. Aby svou pozici upevnila a zvýšila své šance na úspěch, snaží se komerční média minimalizovat nejistoty a získat kontrolu nad trhem. Důsledkem takové strategie je sklon k vytváření monopolů nebo konglomerátů, případně křížení vlastnictví.
Mezi komerční média patří např. tištěná periodika – Mladá Fronta DNES, Týdeník Květy, televizní stanice – TV Nova, FTV Prima, rádia – Evropa 2, Impuls, či internetové portály – iHNed.cz, Seznam Zprávy.cz. 

## Vznik
Z rozvojem průmyslové výroby v 19. století a měnící se společností rostla potřeba šířit informace o pokroku a změnách. Nejvhodnějším z dostupných informačních prostředků se stal tisk, původně využívaný ke komunikaci mezi skupinami obchodníků či vědců. Rozšíření tisku – novin přibližně od první třetiny 19. století umožnily technologické inovace, nové distribuční možnosti a zvýšení gramotnosti spojené se zavedením všeobecné školní docházky. Noví čtenáři se stali základem masového publika - uměli číst, jejich vzdělání však nebylo vysoké úrovně, tomu odpovídaly i obsahy nabízených novin. Současně také existoval tisk pro majetnější a vzdělané publikum. Největší změny přinesla tzv. „northcliffovská revoluce“, která znamenala daleko výraznější a propracovanější využívání reklamy. Průkopníkem byl anglický vydavatel lord Northcliffe (vlastním jménem Alfred Harmsworth), který upravil sazbu za reklamu podle výše prodaných nákladů.
„Northcliffe účtoval inzerentům ceny podle toho, kolik čtenářů list má, a vztáhl tak cenu inzerce přímo k velikosti prodaného nákladu. Dal tak inzerentům možnost, aby posoudili dosah zadávané reklamy. Důsledky vědomého vyžívání reklamy pro výrobu novin byly nasnadě: čím větší náklad, tím menší náklady na výrobu jednoho čísla a tím zřetelnější možnost snižovat cenu výtisku pro konečného čtenáře, nižší cena výtisku přitahovala víc a víc čtenářů, což zase dovolovalo zvyšovat ceny inzerce.“

## Změny - nástup internetu
Důsledkem nástupu internetu se mění mediální prostředí a je znatelný propad na mediálním trhu, jednak kvůli přesunu reklamy na internet, jednak kvůli mladým uživatelům, kteří věnují méně pozornosti tradičním médiím. Zejména v novinovém průmyslu se mění celý obchodní model distribuce obsahu žurnalistiky. Například v USA během období 2000 – 2020 zisky z příjmu z reklamy klesly přibližně o 80 % a náklad tisku klesl o 56 %, podobná čísla  vykazují i jiné země. Změny jsou akcelerovány některými procesy, například média produkují a nabízejí velké množství obsahů i množství různých žánrů, čímž vzniká  nadbytek. Dalším jevem je fragmentarizace, kdy vytvořený nadbytek mediálního obsahu rozptyluje a dělí pozornost publika mezi větší počet těchto obsahů. Fragmentarizace způsobuje částečně slábnutí mediálních organizací, jelikož masové publikum se rozdělilo na menší části. Fenoménem se stává také polarizace, při níž je pozornost příjemce poutána pouze vybranými médii, ostatní média příjemce ignoruje.